# Laytown
Laytown is een plaats in het Ierse graafschap County Meath. Het dorp ligt aan zee en is door de goede verbindingen met Dublin een typische forensenplaats. De M1 loopt twee kilometer ten westen van de plaats, vanaf het station vertrekt ieder uur een rein naar Dublin, in de spits ieder kwartier.